# Tatiana Sergejeva
Tatiana Sergejeva, född 28 november 1951 i Tver, Sovjetunionen, är en rysk tonsättare, pianist och organist. 
Vid Moskvakonservatoriet studerade Sergejeva piano för Roschtschina, orgel för Natalia Gurejeva-Vedernikova och komposition för Aleksej Nikolajev. År 1987 vann hon Sjostakovitj kompositionspris. Med avseende på balans och proportioner är hennes musik inspirerad av den grekiska och romerska antiken.

## Kompositioner i urval
- Daphne, trio för saxofon, cello och orgel
- Serenad för trombon och orgel
- Sonat för cello och orgel
- Sonat för violin och orgel

## Diskografi
- Russische Komponistinnen, Sonat för Cello och Orgel (Audio CD, Musikproduktion Ambitus, amb97866, 1993)
- Musical World of Tatiana Sergeyeva, kammarmusik, orkerstermusik, vokalmusik (Audio CD, Boheme, 2000)